# Perseusz i Andromeda
Perseusz i Andromeda (niderl. Perseus bekroond na de bevrijding van Andromeda) – obraz flamandzkiego malarza Petera Paula Rubensa, stworzony ok. 1622 roku.

## Historia obrazu
Pierwotnie obraz znajdował się w Belgii w kolekcji Schönborna. 16 kwietnia 1738 roku został sprzedany jako Perseusz ratujący Andromedę W późniejszych latach znalazł się w kolekcji Brühla z Drezna skąd został zakupiony do galerii Ermitażu.

## Tematyka obrazu
Tematem obrazu jest scena zaczerpnięta z mitologii greckiej, z Metamorfoz Owidiusza (X, 529-559). Według rosyjskiego znawcy sztuki Rubensa, M. Ałpatowa, tematyka do obrazu mogła zostać również zaczerpnięta z opisu obrazu Filostrata Flawiusza II (Flavius Philostratos)

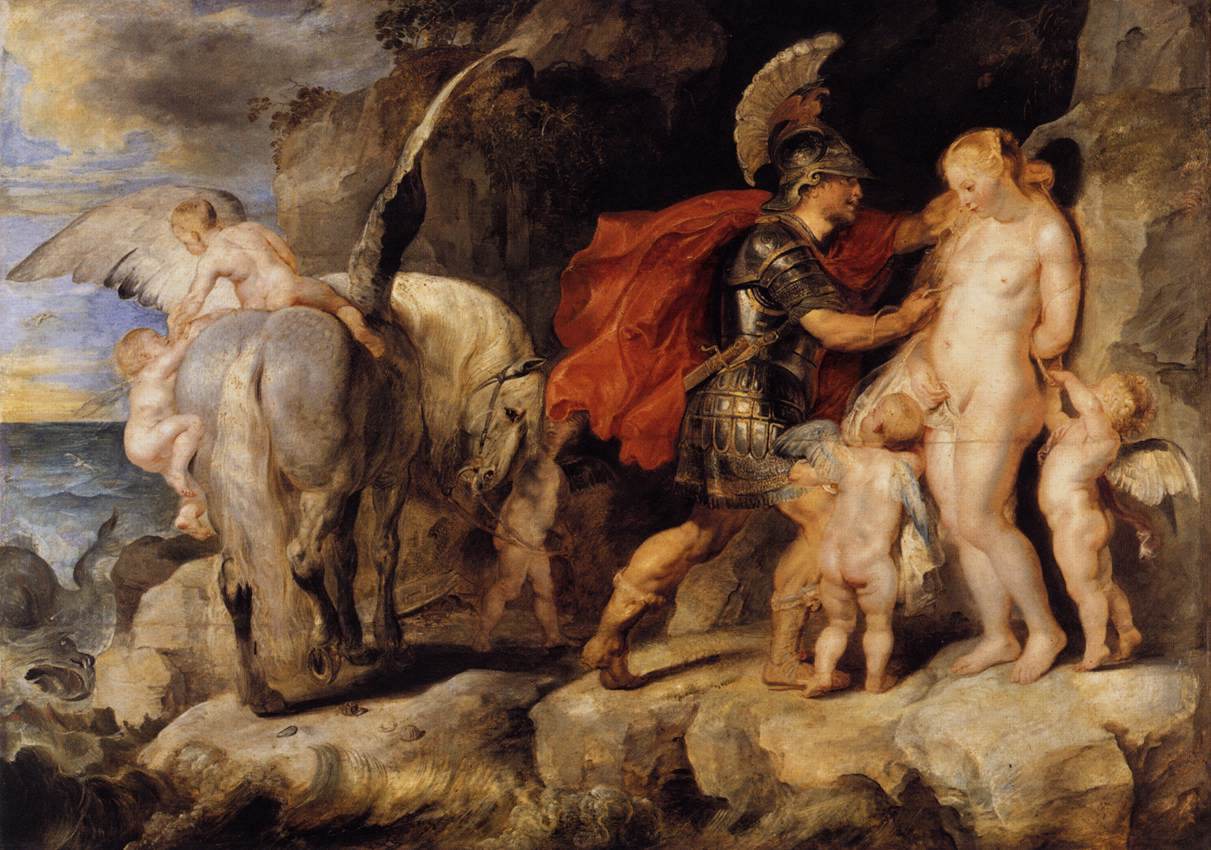
Perseusz i Andromeda z Gemäldegalerie w Berlinie

Obraz przedstawia dwa, połączone w jedno, motywy z mitologii greckiej – moment ukoronowania wieńcem głowy Perseusza przez Nike (Wiktorię) oraz miłość bohatera do Andromedy. Postać Perseusza podchodzącego do Andromedy, otoczona jest Amorkami, które trzymają lub zabierają od bohatera jego zbroję. Amorki są alegorią potęgi miłością. Przedstawiony motyw był często wykorzystywany przez malarzy XVI i XVII wieku, przykładem czego może być obraz Sandra Botticellego, Wenus i Mars.
U dołu obrazu widoczny jest potwór, który według mitologii został zesłany przez Posejdona dla zabicia bogini, a którego uśmiercił Perseusz broniąc ukochanej. Andromeda została przedstawiona w jasnych, refleksyjnych barwach. Na tarczy widoczna jest postać Meduzy, przedstawiona za pomocą zimnych metalicznych barw. Prawa strona obrazu wypełniona jest postacią Pegaza na którym Perseusz przybył do podwodnej skały by uwolnić przyszłą żonę. Skrzydlatego konia powstrzymuje kolejny amorek.
Rubens w tym samym okresie namalował drugi obraz o tym samym tytule, który obecnie znajduje się w Galerii Malarstwa w Berlinie.